# Посольство России в Аргентине
Посольство России в Буэнос-Айресе — дипломатическое представительство Российской Федерации в столице Аргентины городе Буэнос-Айрес.

## Дипломатические отношения
Впервые дипломатические отношения между Россией и Аргентиной были установлены 22 октября 1885 года. После Октябрьской революции отношения были прерваны и возобновлены в 1946 году.
В октябре 1986 года СССР посетил президент Аргентины Рауль Альфонсин, а в 1990 и 1998 годах Россию посетил президент Аргентины Карлос Менем, а в 2008 и 2015 годах — президент Кристина Фернандес де Киршнер.
В апреле 2010 года с официальным визитом Аргентину посетил президент Дмитрий Медведев. 13 июля 2014 года в рамках поездки по Латинской Америке Аргентину посетил президент Владимир Путин. В ходе визита было заключено несколько соглашений о сотрудничестве, в том числе о совместной разработке патагонских нефтегазовых залежей формации «Вака Муэрта».
18 марта 2009 года было подписано Соглашение о безвизовых поездках граждан Российской Федерации и граждан Аргентинской Республики.
2015 год был объявлен перекрёстным годом культур двух стран. В 2017—2018 годах Минобороны России оказывало Аргентине помощь в поиске пропавшей в Атлантическом океане аргентинской подводной лодки «Сан-Хуан».

## Послы России в Аргентине
- Владимир Владимирович Никитин (1990—1993)
- Ян Анастасьевич Бурляй (1993—1996)
- Владимир Львович Тюрденев (1996—2000)
- Евгений Михайлович Астахов (2000—2004)
- Юрий Петрович Корчагин (2004—2009)
- Александр Константинович Догадин (2009—2011)
- Виктор Викторович Коронелли (2011—2018)
- Дмитрий Валерьевич Феоктистов (2018—наст. вр.)